# 川崎有馬温泉
川崎有馬温泉（かわさきありまおんせん）は、神奈川県川崎市宮前区（旧国武蔵国）にある温泉。川崎市街地の一角で湧出している。

## 泉質
- 単純炭酸鉄冷鉱泉
  - 泉温　20.9℃

## 温泉地
川崎市街地の一角に、日帰り入浴も扱う一軒宿の「川崎有馬療養温泉旅館」が存在する。当温泉は川崎市内で唯一の温泉宿泊施設でもある。
浴室は男女別の内風呂のみ。湯に手で浸ると皮膚が金色になる。

## 歴史
開湯は1300年以上前と言われている。
この地の温泉としては、阿倍内親王（後の孝謙天皇・称徳天皇）が738年（天平10年）に金色に輝く霊泉に入浴し全快したという記録（春日山常楽寺略縁起）が残るほど歴史は古いが、当旅館については安岡孝が1966年（昭和41年）に温泉を偶然発見し、2年後の1968年（昭和43年）に温泉療養施設として開設したものである。同年には度々温泉を訪れた当時の厚生大臣・園田直が「霊光泉」（りょうこうせん）と命名しており、皇后に献上した記念碑も敷地内に残っている。冬場（氷点下の日）の朝一番には、温泉の表面に黄金色の膜が広がるのが特徴的である。

## アクセス
- 東急田園都市線鷺沼駅下車、3番乗り場よりバスで約5分。
- 東名高速道路東名川崎ICより6分。